# Antiga Casa de Correus (Berga)
Antiga Casa de Correus és una obra de Berga protegida com a Bé Cultural d'Interès Local.

## Descripció
Edifici entre mitgeres situat al carrer del Roser. Es tracta d'una construcció formada per baixos, dos pisos i golfes. Les influències modernistes es fan ben paleses en la composició de la façana, en els materials constructius i, molt especialment, en la profusió dels elements decoratius emprats (finestra oval, reixes de ferro i vidrieres). La casa fou reformada a principis dels anys trenta, moment en què augmentà la seva altura i fou aixecat el segon pis, amb la tribuna característica que sobresurt del perfil. Destaca també el coronament de la façana, amb una mena de frontons de composició mixtilínia i ulls de bou.

## Història
Aquest edifici s'atribueix a Alexandre Soler i March, si bé aquesta atribució no és del tot segura. L'any 1931, el seu propietari, Joan Ramon Selgas, encarregà la reforma de l'habitatge a Josep Marfà, el qual va respectar força l'estil original de la casa. Durant uns anys, als baixos de l'edifici s'hi ubicà el servei de correus.